# ミコラ・モロジュク
ミコラ・ムィコラーヨヴィチ・モロジュク（ウクライナ語: Морозюк Микола Миколайович、ラテン文字:Mykola Mykolayovych Morozyuk、1988年1月17日 - ）は、ウクライナ・リヴィウ州・チェルヴォノフラド出身の元サッカー選手。元ウクライナ代表。現役時代のポジションはミッドフィールダー・ディフェンダー。

## 経歴
ウクライナのFCディナモ・キーウのユースチームでキャリアをスタートさせ、2005年にトップチームに昇格。
2010年6月25日、FCメタルルフ・ドネツィクに3年契約で移籍した。
2015年、再びFCディナモ・キーウに復帰。